# Romualdo Luzi
Romualdo Luzi (Valentano, 14 gennaio 1944) esperto ceramologo, studioso della Famiglia Farnese e della Tuscia, ha al suo attivo numerosi libri, pubblicazioni varie e articoli sul territorio e sul folklore.

## Biografia
L'esperienza col teatro e con i giovani ha contribuito in modo determinante all'inizio e allo sviluppo dell'associazionismo nel territorio dell'alto viterbese, zona in cui la spinta verso nuovi tipi di aggregazione culturale impressa da Luzi, dapprima come bibliotecario, poi come coordinatore delle biblioteche intorno al Lago di Bolsena è testimoniata dal proliferare di riviste e periodici locali, anche questi aperti alla collaborazione dei giovani e che spesso hanno ospitato interventi di studiosi di alto livello.
Il 20 luglio 2002 è stato scelto dall'Associazione Paolo III Farnese come personaggio rappresentativo della cultura della Tuscia e gli è stata consegnata la tegola romana.
È insignito dei titoli di Cavaliere Ufficiale e Commendatore della Repubblica, dal 1º gennaio 1976 fino al 15 marzo 2011, Luzi, ha presieduto il Consorzio per la gestione delle biblioteche di Viterbo, dirigendone il periodico, "Biblioteca e Società".